# Siegmund Fischel
Siegmund Fischel (* 16. März 1909 in Hannover; † 18. März 1972 ebenda) war Vorsitzender des Landesverbandes der Jüdischen Gemeinden von Niedersachsen und der jüdischen Gemeinde in Hannover.

## Leben

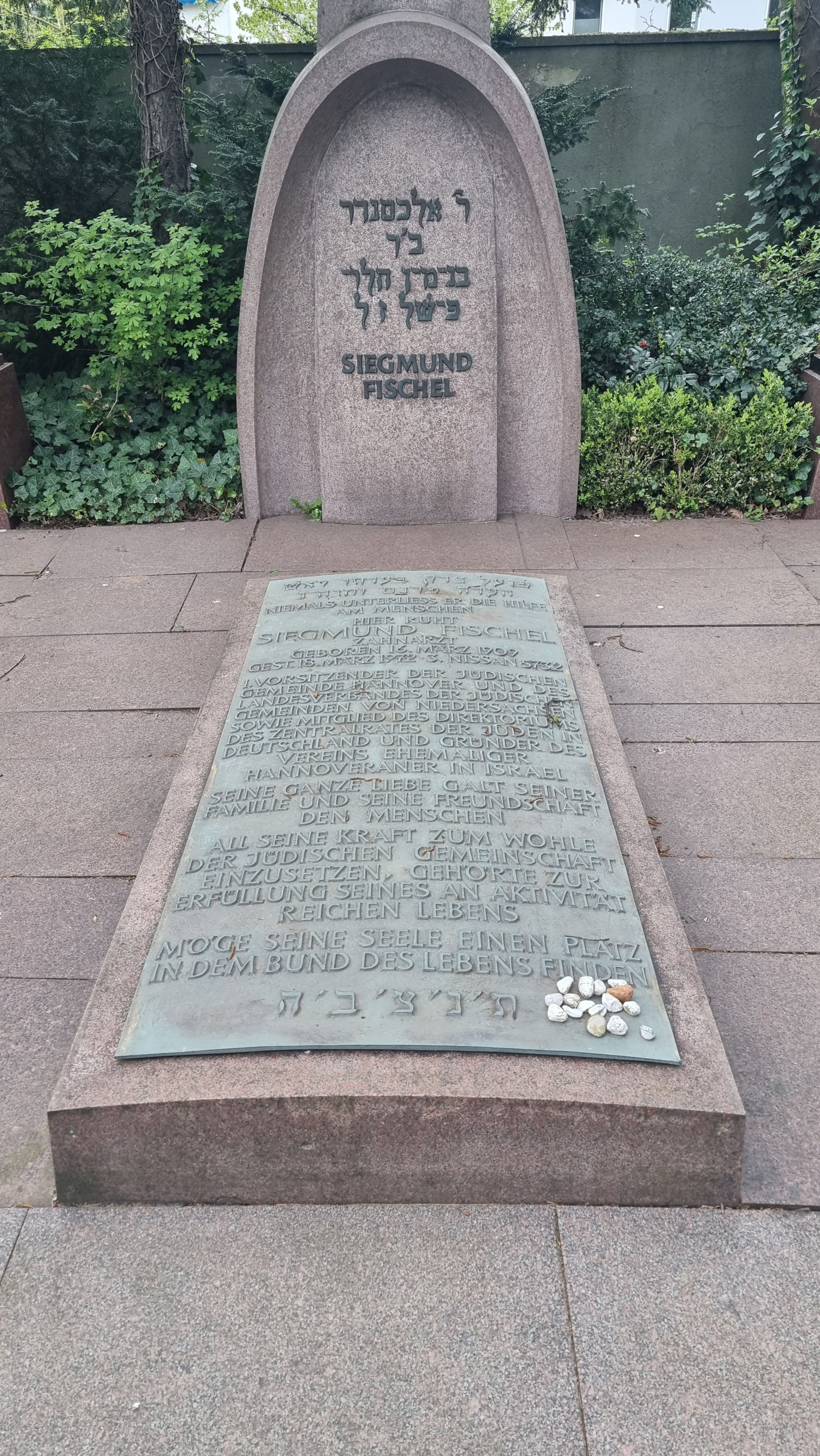
Fischels Grabmal auf dem Jüdischen Friedhof Bothfeld

Fischel stammte aus einer alten hannoveraner jüdischen Familie. In der Zeit des Nationalsozialismus wurden beide Eltern ermordet. Er selbst war Häftling im Konzentrationslager Auschwitz, kehrte nach der Befreiung in seine Heimatstadt zurück und eröffnete mit seiner Frau Lola eine Zahnarztpraxis in Groß-Buchholz. In Hannover beteiligte er sich am Wiederaufbau der jüdischen Gemeinde und wurde 1962 Vorsitzender des Landesverbandes der Jüdischen Gemeinden von Niedersachsen und der Jüdischen Gemeinde Hannover. Auf seine Initiative gingen der Bau der Synagoge, des Altersheims und des jüdischen Kulturzentrums an der Haeckelstraße zurück. Er war Gründer des Vereins der ehemaligen Hannoveraner in Israel. Zeitweilig gehörte er dem Vorstand des Zentralrats der Juden in Deutschland an. Fischel wurde 1969 mit dem Niedersächsischen Verdienstorden ausgezeichnet. Er starb an einem Herzschlag und wurde auf dem jüdischen Gemeindefriedhof in Hannover-Bothfeld beigesetzt.